# بلنوس
البُلْنُوس أو البلانوس[بحاجة لمصدر] (الاسم العلمي: Blanus) هو جنس من الزواحف يتبع الفصيلة البلنوسية من رتبة الحرشفيات.

## أنواع البلنوس
- بلنوس رمادي
- بلنوس ماريا
- بلنوس متوسطي
- بلنوس ستراوشي
- بلنوس طنجاوي